# 상로렌수 당구

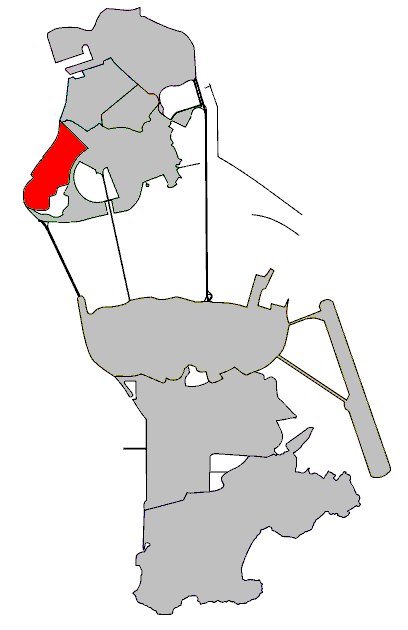
상로렌수 당구의 위치

상로렌수 당구(포르투갈어: Freguesia de São Lourenço 프레게지아 드 상로렌수[*]) 또는 성라오렁쭤 당구(중국어 간체자: 圣老愣佐堂区, 정체자: 聖老愣佐堂區, 병음: Shènglǎoléngzuǒ Tángqū, 한국어: 성로릉좌 당구), 펑순 당구(중국어 간체자: 风顺堂区, 정체자: 風順堂區, 병음: Fēngshùn Tángqū, 한국어: 풍순 당구)는 마카오반도 남서부에 위치한 당구로 면적은 0.9km2, 인구는 45,600명이다.
북쪽을 제외한 나머지 지역이 물로 둘러싸여 있고 세 당구와 접한다. 당구 남부에는 페냐 언덕이 위치한다. 마카오 특별행정구 정부청사(옛 마카오 총독부 청사) 소재지이기도 하다.

## 같이 보기
- 마카오 특별행정구 정부청사